# نیکولاس باتوم

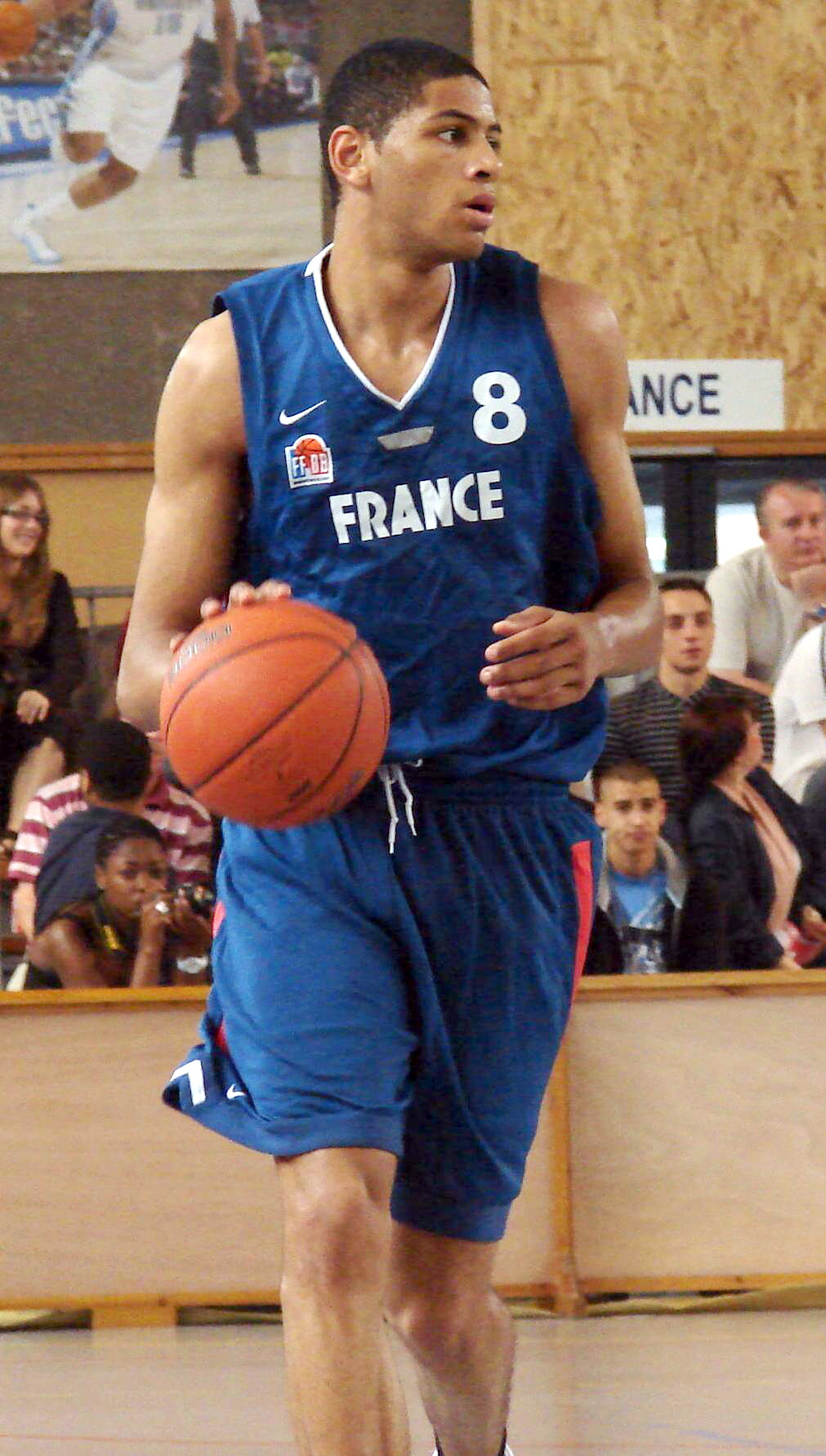

نیکولاس باتوم (به انگلیسی: Nicolas Batum) متولد ۱۴ دسامبر ۱۹۸۸ در لیزیو بازیکن ملی پوش و حرفه‌ای بسکتبال لیگ ان بی ای است که هم‌اکنون در تیم پورتلند تریل بلیزرز در آمریکا بازی می‌کند.
او عضو تیم ملی بسکتبال فرانسه است.